# 1781 au théâtre
| Années du théâtre : 1778 - 1779 - 1780 - 1781 - 1782 - 1783 - 1784    |
| Décennies du théâtre : 1750 - 1760 - 1770 - 1780 - 1790 - 1800 - 1810 |

## Événements
- 8 juin 1781 : incendie de l'Opéra du Palais-Royal. Le bâtiment ne sera pas reconstruit.
- 27 octobre : inauguration du Théâtre de la Porte-Saint-Martin avec la tragédie lyrique Adèle de Ponthieu de Jean-Paul-André Razins de Saint-Marc, sur une musique de Niccolò Piccinni[1].
- Le Mariage de Figaro de Beaumarchais est lu à la Comédie-Française.

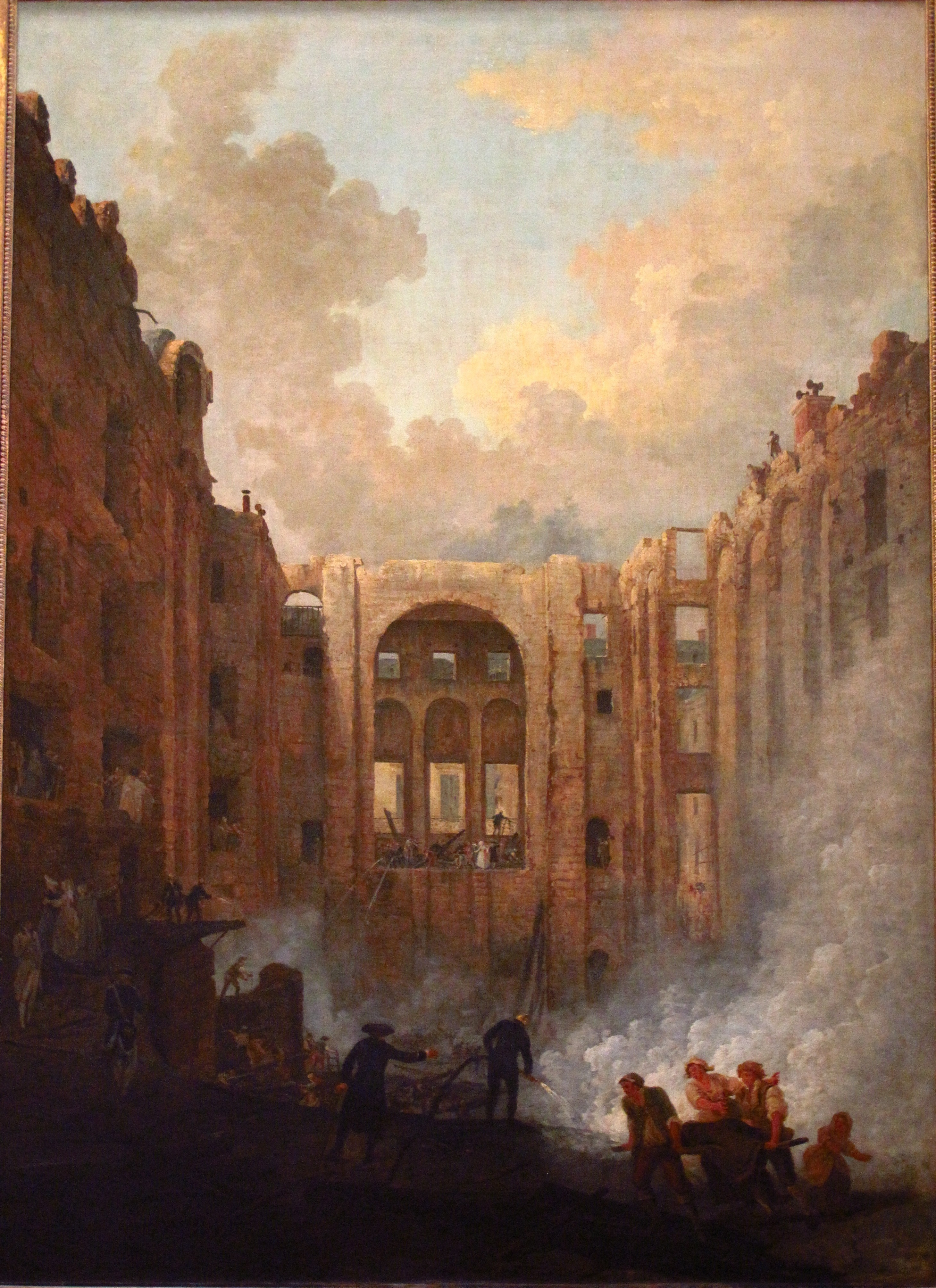
Hubert Robert, L'incendie de l'Opéra du Palais-Royal, huile sur toile, Musée du Louvre.

## Naissances
- 13 mai : Simon Pierre Moëssard, acteur et régisseur général du Théâtre de la Porte Saint-Martin à Paris, mort le 22 septembre 1851.

## Décès
- 15 février : Gotthold Ephraim Lessing, dramaturge allemand, né le 22 janvier 1729.